# Merino (Colorado)
Merino is een plaats (town) in de Amerikaanse staat Colorado, en valt bestuurlijk gezien onder Logan County.

## Demografie
Bij de volkstelling in 2000 werd het aantal inwoners vastgesteld op 246.
In 2006 is het aantal inwoners door het United States Census Bureau geschat op 278, een stijging van 32 (13,0%).

## Geografie
Volgens het United States Census Bureau beslaat de plaats een oppervlakte van
0,4 km², geheel bestaande uit land. Merino ligt op ongeveer 1230 m boven zeeniveau.

## Plaatsen in de nabije omgeving
De onderstaande figuur toont nabijgelegen plaatsen in een straal van 40 km rond Merino.